# Стрелецкая улица (Полоцк)
Стрелецкая улица (бел. Стралецкая вуліца) — улица в центральной части Полоцка. Начинается на западе от исторического Великого посада и простирается до северной части Нижнего замка.

## История
До создания Нижнего замка в XVI веке на ул. На Нижнем замке в районе современной ул. 5 валов заложено на расстоянии 50 м от Верхнего замка Л. Д. Побаль Стралецкой. Зафиксирован культурный слой мощностью 1,5 м. В шурфе № 3 найден кусок стеклянного кольца XI—XII вв.. В остальных шахтах зафиксирована керамика XV века.
В конце улицы стояли каменная церковь и кладбище XII века. При раскопках, организованных Штиховым и Побалем в 1959 году, здесь были обнаружены остатки строительного мусора (кусков цоколя и цемянки). В 1976—1977 гг. При раскопках Рапапорта были обнаружены фрагменты каменного саркофага, часть каменной иконы, множество захоронений или даже братских могил. Рапапорт предполагает, что здесь было захоронение полоцких князей.
С внешней стороны вала Ивана Грозного — между валом и ул. Раскопана Стралецкая (южная часть Нижнего замка). Здесь зафиксирован культурный слой мощностью 3,8 м. В нижней части этого слоя найдена ранняя керамика XI века и 2 стенки лепного горшка.
Раскопки возле дома 23 выявили остатки ювелирной мастерской. Здесь был обнаружен обвал печи, в которой находились фрагменты тиглей и литейная форма для имитации арабской монеты.
На пересечении Стрелецкой и Нижне-Пакровской улиц, на берегу Двины, находилась одна из старейших полоцких синагог, отмеченная на старинных планах города. Из документов видно, что в XVI—XVII вв. на этой улице жило много евреев.
По Ревизии 1765 года улица называлась Рождественской. Её можно отождествить с улицей Безымянной, известной актовым материалом XVII века. Эта улица вела к Нижнему замку и переправе через Двину. Именно здесь были проведены археологические раскопки и обнаружены следы кладбищ XVI—XVII веков и жилых построек XVIII века. Улица располагалась возле церкви Рождества Христова, также известной в историографии как «Церковь на Рву».
19 января 1938 года советские власти назвали улицу Горького в честь русского писателя, почетного академика АН БССР Алексея Максимовича Пяшкова.
В 1960-е годы на улице Горького был построен стадион «Спартак», для трибун которого использовались валы Нижнего замка.
По решению горсовета № 171 от 21.09.1989 г. название улицы было возвращено Стралецкой.

## Строительство
- № 4 — Комплекс бывшего иезуитского училища (кадетский корпус) —</img>
- № 5 — бывшая школа № 8
- № 12 — Стадион «Спартак»